# Eulaceura
Eulaceura is een geslacht van vlinders uit de familie Nymphalidae.

## Soorten
- Eulaceura manipuriensis
- Eulaceura osteria